# فلوفينوكسورون
فلوفينوكسورون (بالإنجليزية: Flufenoxuron)‏ هو مبيد حشري ينتمي إلى مجموعة بنزويلات اليوريا، والتي تشمل أيضًا ديفلوبنزورون و‌تريفلومورون و‌لوفينورون. الفلوفينوكسورون هو مسحوقٌ بلوري أبيض، وهو غيرُ قابلٍ للذوبان في الماء كما أنّه غير قابل للاشتعال وليس مؤكسدًا.

## علم السموم والسلامة
سميّة فلوفينوكسورون للإنسان والثدييات الأخرى منخفضة، ولكن لديها تراكم بيولوجي مرتفع للغاية في الأسماك.